# Emil Bessels
Emil Israel Bessels, född 2 juni 1847 i Heidelberg, död 30 mars 1888 i Stuttgart, var en tysk naturforskare och polarfarare.
Bessels företog 1869 på August Petermanns initiativ sin första expedition till Norra ishavet mellan Spetsbergen och Novaja Zemlja, varvid särskilt viktiga meteorologiska och oceanografiska resultat vanns. Bland annat påvisades existensen av en arm av Golfströmmen mellan Spetsbergen och Novaja Zemlja. År 1871 övertog Bessels den vetenskapliga ledningen av Charles Francis Halls nordpolsexpedition, om vilken han publicerade Scientific results of the USA arctic expedition (1876) och Die amerikanische Nordpolexpedition (1878). Bessels startade 1876 en ny polarexpedition, som dock snart upplöstes efter skeppsbrott vid Vancouver. Bessels blev sedermera sekreterare vid Smithsonian Institution i Washington.